# Cha chaan teng
Cha chaan teng (tiếng Trung: 茶餐廳, trà xan sảnh, nghĩa đen: cửa hàng trà; tiếng Anh: Hong Kong-style cafe) là một loại hình nhà hàng có nguồn gốc từ Hồng Kông với đặc trưng là phục vụ các món địa phương hoặc món Tây nấu kiểu địa phương giá bình dân, dùng kèm cà phê và trà.
Ngoài sự phổ biến ở Hồng Kông, Ma Cao và một số vùng khác của tỉnh Quảng Đông, loại nhà hàng này cũng xuất hiện tại các nước phương Tây như Úc, Canada, Anh, Mỹ sau làn sóng di cư của người Hồng Kông vào những năm 1980.

## Lịch sử
Từ những năm 1850, ẩm thực phương Tây đã bắt đầu du nhập vào Hồng Kông. Các nhà hàng sang trọng chủ yếu phục vụ khách hàng thượng lưu và khó tiếp cận đối với tầng lớp lao động. Thời điểm những năm 1920, dùng bữa trong một nhà hàng kiểu Tây có thể mất tới $10, trong khi mức lương người lao động chỉ từ $15 tới $50 mỗi tháng.
Sau Thế Chiến II, Anh Quốc để lại nhiều dấu ấn văn hoá trong đời sống và ẩm thực Hồng Kông, người dân có thói quen thêm sữa vào trà và dùng bánh ngọt trong các bữa ăn. Các cửa hàng cha chaan teng vì vậy cũng bắt đầu xuất hiện với các món ăn, đồ uống kiểu Tây giá rẻ.
Tới những năm 1950-60, cha chaan teng trở nên phổ biến khi tầng lớp lao động mở những quán đồ Tây với giá càng phải chăng hơn, thoả mãn nhu cầu đồ ăn nhanh ngày một tăng. Trong cuộc khủng hoảng tài chính châu Á năm 1997, các tiệm trà vẫn giữ được khách hàng do giá rẻ và thuận tiện.
Trước đây, hầu hết các cửa hàng đều cho phép khách hút thuốc, tuy nhiên kể từ ngày 1 tháng 1 năm 2007, chính quyền sở tại đã ban hành luật cấm hút thuốc trong các của hàng và quán ăn.
Tháng 4 năm 2007, một chính trị gia ở Hồng Kông đề xuất ý kiến đưa cha chaan teng trở thành một di sản văn hoá phi vật thể. Ngày 19 tháng 12 cùng năm, nhà lập pháp Choy So Yuk đã gửi đệ trình lên UNESCO sau khi một khảo sát cho thấy 7 trên 10 người Hồng Kông được hỏi đồng ý với ý kiến này. Tuy nhiên hiện đệ trình vẫn chưa được chấp thuận.
Tháng 6 năm 2014, các món nổi tiếng của cửa hàng là trà sữa, trà uyên ương, bánh dứa, tart trứng đã được đưa vào danh sách di sản văn hoá phi vật thể của Hồng Kông.